# 戈亚斯州特雷佐波利斯
戈亚斯州特雷佐波利斯（葡萄牙語：Terezópolis de Goiás）是巴西戈亚斯州的一个市镇。总面积106.976平方公里，总人口6266人，人口密度58.6人/平方公里。